# Cautor lutea
Cautor lutea là một loài ốc biển nước sâu cỡ nhỏ, là động vật thân mềm chân bụng sống ở biển thuộc họ Triphoridae.